# Üçler-Beşler-Yediler
Üçler-Beşler-Yediler (Dansk: De Tre, De Fem, De Syv) er et udtryk for nogle centrale personer i alevismen. I alevismen bruges udtrykket ofte i sammenhæng med hinanden i bl.a. digte og bønner.
De Tre (Üçler) består af Gud, Muhammed og Ali. De Fem (Beşler) består af Muhammed, Ali, Fatima, Hasan og Hussein. Men der er ikke klarhed om, hvilke personer, De Syv (Yediler) refererer til.
Et eksempel på brugen af udtrykket:
 Üçler, Beşler ile Kırklar, Yediler

On İki İmam'ın kurbaniyem men

Okundu tekbirim döndüm Kıbleme

Ol güzel yolumun kurbaniyem men.
De Tre, De Fem og De Fyrre og De Syv,

Jeg er de 12 Imamers offer,

Min takbir er blevet sagt og jeg har vendt mig mod Qiblah

Jeg er min smukke vejs offer.